# Новогородец
Новогоро́дец — посёлок в Ленинск-Кузнецком районе Кемеровской области. Входит в состав Чкаловского сельского поселения.

## География
Центральная часть населённого пункта расположена на высоте 184 метров над уровнем моря.

## Население
По данным Всероссийской переписи населения 2010 года, в посёлке Новогородец проживает 436 человек (207 мужчин, 229 женщин).